# Fachowcy
Fachowcy – cykl kilkuminutowych skeczy radiowych, których autorami, a zarazem głównymi bohaterami, byli Jonasz Kofta i Stefan Friedmann. Emitowany był na antenie Programu III Polskiego Radia w audycjach Ilustrowany Tygodnik Rozrywkowy oraz Ilustrowany Magazyn Autorów.
Główni bohaterowie:
- Majster (Friedmann) – „fachowiec socjalistyczny”, prosty, niewykształcony robotnik o kierowniczych zapędach, z racji funkcji dowodzi ekipą. Uwielbia piwo. Jego styl bycia (stary wyjadacz) jest pozornie przywódczy – tak naprawdę jest tchórzem i krętaczem, tyle że bardzo sympatycznym. Ulubione powiedzenie: Nie teoretyzuj, Docent! (w wersji książkowej: Nie teoryzuj, Docent!)
- Docent (Kofta) – wykształcony humanista, inteligentny, pracownik Majstra (terminator). Ma tendencję do dywagacji i filozofowania. Podporządkowany szefowi (który wymusza na nim częstowanie go kanapkami – docent zawsze przynosi kanapki z serem i szynką, majster zabiera te z szynką, zostawiając docentowi ser).

Fabuła rozgrywa się zazwyczaj w miejscu „pracy” fachowców. W humorystyczny sposób dialogi ukazują „etos pracy socjalistycznej”, osadzonej w rzeczywistości lat 70. XX wieku w Polsce. Na zasadzie kontrastu głównej pary bohaterów powstaje wiele zabawnych konfliktów, gdy osobnik o niższym statusie dowodzi wykształconym. Czasem w rozmowach przewija się nazwisko Maruszeczko – majstra z konkurencyjnej ekipy. Wyjątkowo w jednym odcinku występuje też „profesor” Stanisławski, do którego trafia para głównych bohaterów.
Majster występuje też solo w humorystycznym słuchowisku radiowym Eksploracja o lądowaniu kosmitów na Ziemi.
Cykl w 1980 doczekał się inscenizacji pt. Fachowcy, czyli po prostu robota. Opera za trzy pięćdziesiąt (reż. Jerzy Gruza), który przedpremierowo został pokazany w Teatrze Współczesnym w Szczecinie.
W 1987 nakładem Wydawnictwa Radia i Telewizji ukazała się książka będąca pisaną wersją radiowych skeczy; do książki dołączona została kaseta z nagraniami skeczy.